# Dolenji Suhadol
Dolenji Suhadol je naselje u slovenskoj Općini Novom Mestu. Dolenji Suhadol se nalazi u pokrajini Dolenjskoj i statističkoj regiji Jugoistočnoj Sloveniji. 

## Stanovništvo
Prema popisu stanovništva iz 2002. godine naselje je imalo 128 stanovnika.